# Adobe Creative Cloud
Adobe Creative Cloud（アドビ クリエイティブ クラウド）とは、アドビが開発している、グラフィックデザイン及び動画編集、ウェブデザインのアプリケーションソフトウェアをサブスクリプション方式で利用できるサービス、及びそれに属するソフトウェア群とクラウドサービスを指す。略称は CC。

## 概要
2012年5月7日、Creative Suite 6と同時にリリースされた。当時からアドビはCreative Cloudへの移行を予告しており、2013年5月6日にCreative SuiteはCreative Cloudに移行することが正式発表され、Creative Cloudに一本化された。
月額制となっており、一部の単体ソフトウェアを個別に契約できるほか、コンプリートプランを契約すればすべてのソフトウェアを利用できる。Adobe Typekitやクラウドストレージなどのクラウドサービスも利用できるが、ソフトウェアに関しては、従来と同じくパーソナルコンピュータにインストールする形態を取っており、インターネット回線に常時接続しないと使えない訳ではなく、クラウド化されたわけではない。また、Creative Suiteでは購入したバージョンのみ利用可能であったが、CCは最新版に限らず、CCでリリースされたどのバージョンでも利用可能となっていたが、2019年5月に直近2バージョンを除いた旧バージョンのインストールができなくなった。背景にドルビーとの著作権侵害訴訟を起こされていることが影響しているとされている。プランを解約するとソフトウェアとクラウドサービスは利用できなくなる。
CC移行後もAdobe Photoshop Elements、Adobe Photoshop Lightroom、Adobe Premiere Elementsは単品の永久ライセンス版が販売されている。

発終了したため、CC版はリリースされていない。Adobe Flash Professional CCの動作環境がx64のみとなった。

### Creative Cloud (13.1)
2013年12月3日にリリース。

### Creative Cloud (2014)
2014年6月18日にリリース。

### Creative Cloud (2014.1)
2014年10月6日にリリース。新たにモバイルアプリケーションのAdobe Photoshop Mix、Adobe Photoshop Sketch、Adobe Lightroom mobile、Adobe Illustrator Draw、Adobe Illustrator Line、Adobe Premiere Clip、Adobe Voice、Adobe Brush CC、Adobe Shape CC、Adobe Color CCが追加された。PC用ソフトウェアとは異なり、Adobe IDに登録すれば無料で利用できる。

### Creative Cloud (2015.6)
2015年6月16日にリリース。Adobe Stockのサービス開始。収録数は画像4000万点。Adobe Shape、Adobe Color、Adobe Brush、Adobe Photoshop Mix の Android板が公開。

### Creative Cloud (2016.6)
2016年6月21日にリリース。バージョン2015ベースのアップデート。

### Creative Cloud 2017(2016.11)
2016年11月2日にリリース。Adobe Sensei 登場。Adobe XD がパブリックベータ版として公開。Illustrator、InDesign、Photoshopなどがアップデート。

### Creative Cloud 2017(2017.4)
2017年4月6日にリリース。InDesign がアップデート。

### Creative Cloud 2018 (2017.10)
2017年10月18日にリリース。各アプリのUI変更。Premiere Rush リリース。

### Creative Cloud 2019 (2018.10)
2018年10月15日にリリース。Photoshop iPad 版、Fresco Windows 版、 Illustrator iPad 版（プレビュー）、Photoshop Cameraがリリース。

### Creative Cloud 2020 (2020.11)
2020年11月9日にリリース。Illustrator iPad 版正式リリース。Photoshop にニューラルフィルタや空を置き換え機能搭載。

### Creative Cloud 2021 (2021.10)
2021年10月にリリース。Photoshop web版（プレビュー）リリース。

### Creative Cloud 2022 (2022.10)
2022年10月にリリース。

## 現在の構成
|                                      | フォト プラン | 単体 プラン | コンプリート プラン |
| Photoshop CC                         |               |             |                     |
| Photoshop Lightroom 5                |               |             |                     |
| Illustrator CC                       |               |             |                     |
| InDesign CC                          |               |             |                     |
| Acrobat DC Pro                       |               |             |                     |
| Flash Professional CC                |               |             |                     |
| Flash Builder 4.7 Premium            |               |             |                     |
| Dreamweaver CC                       |               |             |                     |
| Adobe XD                             |               |             |                     |
| Edge                                 |               |             |                     |
| Muse                                 |               |             |                     |
| Fireworks CS6                        |               |             |                     |
| After Effects CC                     |               |             |                     |
| Premiere Pro CC                      |               |             |                     |
| Audition CC                          |               |             |                     |
| Encore CS6                           |               |             |                     |
| SpeedGrade CC                        |               |             |                     |
| Prelude CC                           |               |             |                     |
| 共有機能、サービス、アプリケーション |               |             |                     |
| Bridge CC                            |               |             |                     |
| Media Encoder CC                     |               |             |                     |
| デバイスとPCのシンク                 |               |             |                     |
| クラウドストレージ                   | 20GB/1TB      | 100GB       | 100GB(最大10TB)     |
| Business Catalyst                    |               |             |                     |
| Adobe Fonts                          |               |             |                     |
| モバイルアプリケーション（無料）     |               |             |                     |
| Photoshop Mix                        |               |             |                     |
| Photoshop Sketch                     |               |             |                     |
| Lightroom mobile                     |               |             |                     |
| Illustrator Draw                     |               |             |                     |
| Illustrator Line                     |               |             |                     |
| Premiere Clip                        |               |             |                     |
| Voice                                |               |             |                     |
| Brush CC                             |               |             |                     |
| Shape CC                             |               |             |                     |
| Color CC                             |               |             |                     |